# Szerkezetszámolás
A szerkezetszámolás az NMR-alapú fehérjeszerkezet-meghatározás egyik fontos lépése. 2002-ben Kurt Wüthrich Kémiai Nobel-díjat kapott „olyan módszerek fejlesztéséért, melyek segítségünkre lehetnek a biológiai makromolekulák azonosításában és szerkezetük vizsgálatában”.
A fehérjék NMR-spektroszkópiával történő térszerkezet-vizsgálata mára már krisztallográfiai felbontás elérésére is képes. A PDB (Protein Data Bank) adatbázisban az NMR-szerkezetek száma egyre nő (összesen 141 010 szerkezet, ebből 126 240 röntgenkrisztallográfiai módszerekkel meghatározott, 12 225 pedig NMR-spektroszkópiai megközelítéssel készült). A módszerek korlátját a fehérje molekulatömege jelenti. A szerkezetszámoláshoz kísérletileg meghatározott kényszerfeltételekre van szükség, ezeket több csoportba sorolhatjuk; leggyakrabban a távolsági és szög kényszerfeltételeket használják.

## Távolsági kényszerfeltételek
Egy homonukleáris 2D NOESY spektrumban megjelenő keresztcsúcs két atommag térbeli közelségére utal, így minden csúcshoz tartozik egy maximális távolság az atommagok között, általában 1,8–6 A közötti érték. Egy NOESY csúcs intenzitása a távolság hatodik hatványával fordítottan arányos, ezért a távolság a csúcsintenzitás alapján meghatározható. Az intenzitás-távolság összefüggés nem pontos, így általában egy távolságtartományt használunk.
Kulcsfontosságú a NOESY jelek hozzárendelése a megfelelő atommaghoz a kémiai eltolódás alapján. Manuálisan végezve ez egy rendkívül munkaigényes feladat, mivel a fehérjék – méretüktől függően - több ezer NOESY jellel rendelkezhetnek. Néhány számítógépes program, mint például a PASD,/XPLOR-NIH az UNIO, a CYANA, az ARIA/CNS és az AUDANA/PONDEROSA-C/S az integratív NMR-platformban automatikusan elvégzi ezt a feladatot a manuálisan megadott csúcslisták alapján, szerkezetszámolással. Az iteratívan finomított csúcslistán alapuló fáradságos munka mellőzésével, direkt hozzáférést a NOESY adatokhoz eddig csak az  XPLOR-NIH –be implementált PASD algoritmus, az UNIO szoftvercsomagba implementált  ATNOS/CANDID, valamint a PONDEROSA-C/S adott, és ezáltal objektív és hatékony NOESY spektrum analízist tettek lehetővé.
A hibalehetőségek száma átlapoló jelek esetében megnő, ezért a nagyobb méretű fehérjék esetében (> 50 aminosav) már izotópjelöléssel érdemes próbálkozni. A 15N és 13C editált NOESY mérések segítenek a proton dimenzióban átfedő csúcsok azonosításában. Ez gyorsabb és megbízhatóbb asszignációt tesz lehetővé, ezáltal jobb szerkezetek számolhatók.

## Szög kényszerfeltételek
A távolsági kényszerfeltételek mellett a kémiai kötések torziós szögeihez, tipikusan a ψ és φ szögekhez is megadhatók kényszerfeltételek. Az ehhez kapcsolódó módszerek azon a tényen alapulnak, hogy az α szénatom geometriája befolyásolja a csatolási állandókat és a kémiai eltolódásokat. Egy lehetséges megközelítés a Karplus-egyenlet használata, mellyel a 3JHH(NH-CH) háromkötéses csatolási állandókból kaphatók szögkényszerek.
Egy másik megközelítés (TALOS+) szerint a kémiai eltolódásokból lehet ilyen kényszerfeltételeket meghatározni.

## Orientációs kényszerfeltételek
A vizsgálandó molekulák egy mintában részlegesen rendeződhetnek a külső mágneses térhez képest, ha változtatjuk a minta tulajdonságait. Ún. rendezett közegként széles körben alkalmazzák a bakteriofágokat vagy bicellákat, illetve a minta elkészítését egy nyújtott poliakrilamid gélben. Ez olyan helyi környezetet teremt, mely nem gömbszerű molekulák bizonyos rendeződését segíti elő. Oldatfázisú NMR-ben az atommagok közötti dipoláris csatolások a molekulák bukdácsolása miatt kiátlagolódnak, ám az orientáció csekély populációtöbblete azt eredményezi, hogy maradék dipoláris csatolások (RDC) figyelhetők meg; ezáltal egy adott globális koordináta-rendszerben információ nyerhető a kötésvektorok helyzetéről. A gyakorlatban leginkább az N-H vektor orientációjának vizsgálata terjedt el. Ebben az esetben az RDC értékek az izotróp és rendezett közegben felvett 1H, 15N-HSQC spektrumokból határozhatók meg. Izotróp közegben 1JNH, rendezett közegben 1JNH+RDC csatolások értéke mérhető, ezek különbsége adja meg a vizsgálandó paramétert. Az RDC paraméter értékeket korábban a már meghatározott szerkezetek finomítására használták, de kísérletet tettek kizárólag RDC feltételeken alapuló de novo szerkezet-meghatározásra is.

## Szerkezetszámolás

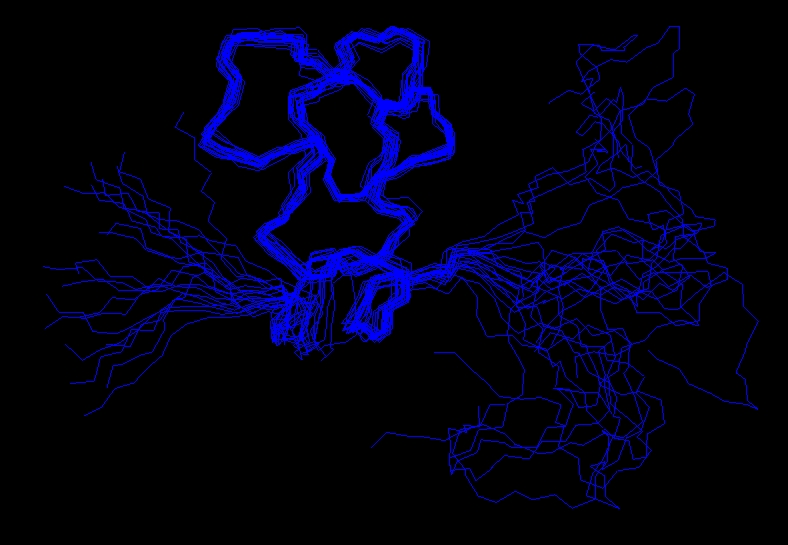
Az NMR-spektroszkópiás szerkezet-meghatározás szerkezetek sokaságát eredményezi. A szerkezetek csak akkor konvergálnak, ha az adatok megfelelnek egy specifikus feltekeredés kijelölésére. Ezekben a szerkezetekben ez csak a szerkezet egy részére igaz. PDB entry 1SSU

A kísérletileg meghatározott kényszerfeltételek a szerkezetszámolási folyamat bemeneti információjaként használhatók. Az XPLOR-NIH, CYANA vagy GeNMR programokat használó kutatók arra törekednek, hogy az eddig felsoroltak közül minél több kényszerfeltétel teljesüljön. Az algoritmusok ezeket a kényszerfeltételeket és az általános fehérjetulajdonságokat energiatagokká alakítják át, majd próbálják minimalizálni ezt az energiát. A folyamat eredményeként szerkezetek sokaságát kapjuk, amik konvergálnak, ha az adatok megfelelőek egy bizonyos szerkezet kijelölésére.

## A szerkezet validálása
Fontos megjegyezni, hogy a kapott szerkezetsokaság egy „kísérleti modell”, azaz egy bizonyos fajtájú kísérleti adat ábrázolása. Ennek a ténynek az elismerése elengedhetetlen, mert azt jelenti, hogy a modell jó vagy rossz megjelenítése is lehet a kísérleti adatoknak. Általában a modell minősége a kísérleti adatok minőségén és mennyiségén múlik, illetve ezen adatok megfelelő értelmezésén.
Fontos emlékeznünk arra is, hogy minden kísérlet hibákkal jár. Véletlenszerű hibák befolyásolják a szerkezetek reprodukálhatóságát és precizitását. A szisztematikus hibák a modell pontosságára vannak hatással. A precizitás a mérés reprodukálhatóságának mértékét jelenti, és gyakran az azonos körülmények között megismételt mérésből kapott adatkészlet eltérésével fejezik ki. A pontosság azt adja meg, milyen mértékben közelíti meg egy mérés a „valódi” értékét.
Egy fehérjemodell annál pontosabb, minél jobban illeszkedik a tényleges molekulához, amit megjelenít, és annál precízebb, minél kisebb az atomok helyzetének bizonytalansága. Gyakorlatban nincs olyan „standard molekula”, amihez a fehérjemodelleket hasonlítani lehetne, így a pontosságot a modell és a kísérleti adatok közötti egyezés mértékével jellemzik. Történetileg az NMR-spektroszkópia segítségével meghatározott szerkezetek általában rosszabb minőségűek, mint a röntgenkrisztallográfiával meghatározottak. Ennek részben az az oka, hogy kevesebb adatot tartalmaznak. Emiatt elterjedtté vált az NMR-szerkezeti sokaságok minőségének meghatározására, hogy összevetették ugyanazon fehérje röntgenszerkezetével. Ez azért jelenthet problémát, mert előfordulhat, hogy a röntgenszerkezet nem áll rendelkezésre, és mivel a fehérjék oldatban flexibilis molekulák, egyetlen szerkezettel jellemezni egy fehérjét az egyes atomok belső változásainak alul-becsléséhez vezethet. Egy konformációkészlet NMR-spektroszkópia segítségével vagy röntgenkrisztallográfiával meghatározva ezért jobb megjelenítése lehet egy fehérje kísérleti adatainak, mint egy konformáció.
Egy modell felhasználhatóságát részben a modell pontosságának és precizitásának mértéke adja meg. Egy pontos modell rossz precizitással felhasználható fehérjék evolúciós kapcsolatainak tanulmányozásához, míg a gyógyszertervezéshez precíz és pontos modellek szükségesek. Egy modell, ami nem pontos, a precizitásától függetlenül nem lesz túl hasznos.
Mivel a fehérjeszerkezetek kísérleti modellek hibákkal, nagyon fontos, hogy detektálni tudjuk ezeket a hibákat. Ez a folyamat a validálás. Számos módszer létezik validálásra, néhány statisztikus, mint a PROCHECK és a WHAT IF, míg mások fizikai szabályokon alapulnak, mint a CheShift, vagy e kettőnek keverékei, mint a PSVS.